# بريا باسيل
بريا باسيل (بالإنجليزية: Priya Basil)‏ هي مؤلفة وكاتِبة بريطانية، ولدت في 27 مارس 1977 في لندن الكبرى في المملكة المتحدة.